# Glycine C-acétyltransférase
La glycine C-acétyltransférase est une acyltransférase qui catalyse la réaction :
acétyl-CoA + glycine  {\displaystyle \rightleftharpoons }  CoA + L-2-amino-3-oxobutanoate.
Cette enzyme intervient avec la thréonine déshydrogénase dans la dégradation de la thréonine en glycine.